# Aleksandar Petrović (baloncestista)
Aleksandar "Aza" Petrović (Sibenik, Croacia, 16 de febrero de 1959) es un exbaloncestista croata que mide 1,94 m y cuya posición en la cancha era la de base. Después de retirarse de la práctica activa del baloncesto desarrolló una sólida carrera como entrenador. Actualmente dirige a la selección de baloncesto de Brasil.
Es hermano mayor del fallecido baloncestista Dražen Petrović (1964-1993).

## Trayectoria

### Clubes como jugador
- KK Sibenik
- Cibona Zagreb (1979-1987)
- Scavolini Pesaro (1987-1988)
- Cibona Zagreb (1988-1989)
- KK Zagreb (1989-1990)
- Luxemburgo (1990-1991)
- KD Postojna (1991-1992)

### Clubes como entrenador
- Cibona Zagreb (1991-1995)
- Croacia (1995)
- Caja San Fernando de Sevilla (1995-1997)
- Cibona Zagreb (1997-1999)
- Croacia (1999-2001)
- Anwil Włocławek (2001-2002)
- Lleida Bàsquet (2004-2005)
- Scafeti Basket (2006)
- Macedonia sub-20 (2007)
- KK Zadar (2007-2008)
- KK Cedevita (2010-2011)
- Bosnia Herzegovina (2012-2013)
- UNICS Kazan (2012)
- KK Cedevita (2012-2013)
- Lietuvos rytas (2013-2014)
- Croacia (2016)
- Brasil (2017-2021)
- Victoria Libertas Pesaro (2021)[1][2]
- Croacia (2022-2023)
- Brasil (2024-presente)

## Palmarés

### Jugador
- Liga de Yugoslavia: 3

Cibona de Zagreb: 1981-82, 1983-84, 1984-85
- Copa de Yugoslavia: 6

Cibona de Zagreb: 1980, 1981, 1982, 1983, 1985, 1986
- Liga de Italia: 1

Scavolini Pesaro: 1988
- Copa de Europa: 2

Cibona de Zagreb:  1985, 1986.
- Recopa: 2

Cibona: 1982, 1987

### Entrenador
- Liga de Croacia : 6

Cibona de Zagreb: 1991-92, 1992-93, 1993-94, 1994-95, 1997-98, 1998-99
- Copa de Croacia: 2

Cibona de Zagreb: 1995, 1999

### Con la Selección de Yugoslavia
- Mundial de Colombia 1982.Medalla de Bronce..
- Mundial de España 1986.Medalla de Bronce..
- Europeo de Grecia 1987.Medalla de Bronce..
- Juegos Olímpicos Los Ángeles 1984.Medalla de Bronce..

### Entrenador de Croacia
- Eurobasket de Grecia 1995.Medalla de Bronce..